# Offensiva a oltranza

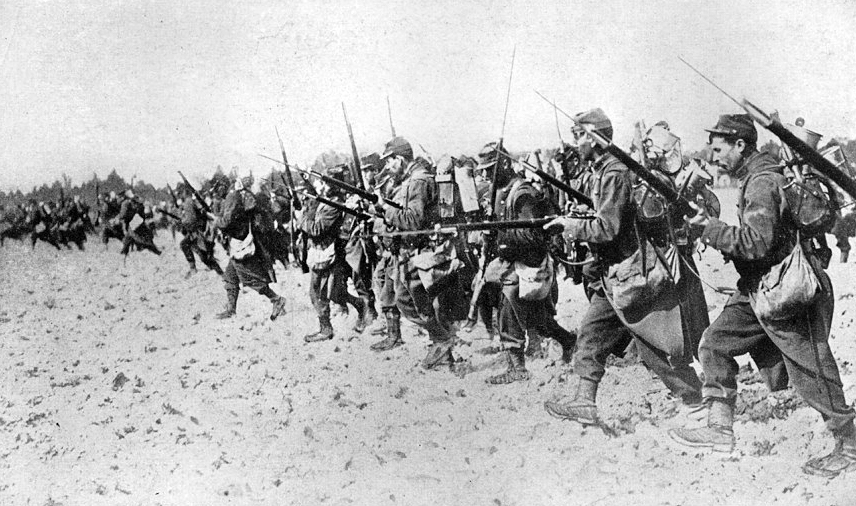
Carica alla baionetta francese durante la prima guerra mondiale.

Offensiva a oltranza (in francese offensive à outrance) è la denominazione con cui fu conosciuta nel periodo precedente la prima guerra mondiale la tattica operativa adottata dall'esercito francese sotto la spinta degli studi di teoria e filosofia bellica sviluppati da alcuni dei principali generali e pensatori militari della nazione.
Le truppe francesi iniziarono la prima guerra mondiale impiegando l'aggressiva tattica dell'offensiva ad oltranza e sferrando una serie di attacchi che di regola vennero respinti dalle forze tedesche e costarono perdite elevatissime; tuttavia l'elevato spirito offensivo e la resistenza morale dei soldati francesi permise di vincere la prima battaglia della Marna e fermare l'invasione. Dopo la fine della guerra di movimento e l'inizio della guerra di trincea l'esercito francese rinunciò progressivamente alle sue tattiche offensive preferendo accrescere al massimo la potenza di fuoco fornita dall'artiglieria media e pesante. 

## Teoria e pratica dell'offensiva ad oltranza
Sorta sulla base dell'analisi critica dell'andamento delle operazioni durante la guerra franco-prussiana, questa teoria militare venne promossa soprattutto dalla nuova generazione di ufficiali francesi, i cosiddetti "giovani turchi" dello stato maggiore, guidati dal colonnello Louis de Grandmaison e dal capitano Gilbert. Questi ufficiali ritennero che la disfatta del 1870 fosse stata soprattutto causata dalla timidezza tattica dell'esercito e dalla mancanza di spirito offensivo delle truppe, addestrate ad una guerra statica basata sulle posizioni difensive e sull'utilizzo della potenza di fuoco dei nuovi fucili a retrocarica. 

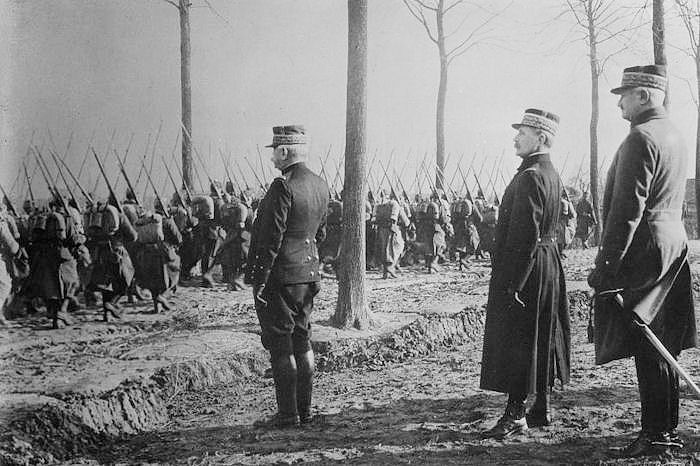
Il generale Joseph Joffre, il generale Ferdinand Foch e il generale Auguste Dubail osservano una colonna di truppe francesi in marcia.

La teoria dell'"offensiva ad oltranza" si basava anche su considerazioni di tipo filosofico, derivate in parte dalle idee di Henri Bergson, che evidenziavano una presunta superiorità morale del soldato francese rispetto ai militari delle altre nazioni. Dotato di un élan (lo slancio in battaglia) e di un cran (coraggio) nettamente maggiore, il soldato francese, dal carattere impetuoso e dal temperamento audace e battagliero, era a giudizio dei teorici militari, adatto soprattutto ad una guerra offensiva, basata sull'assalto frontale allo scoperto alla baionetta. Il cosiddetto attaque brusquée avrebbe sbaragliato il nemico. L'offensiva ad oltranza avrebbe quindi permesso di sfruttare le qualità positive dei soldati e la cosiddetta "furia francese" (o furor gallicus), l'irresistibile aggressività negli assalti dei soldati gallici.
Nei primi anni del 1900 l'esercito francese adottò queste teorie aggressive; nei nuovi "Regolamenti tattici operativi" del 1913 e nel piano XVII del 1911 vennero codificate dettagliatamente le concezioni dell'offensiva ad oltranza, dell'importanza di prendere sempre l'iniziativa sul campo di battaglia, del ruolo decisivo della "volontà di vittoria" e della guerra come "lotta spirituale" tra due avversari. La maggior parte dei migliori ufficiali e teorici militari francesi aderirono e promossero queste tattiche operative, in particolare i generali Joseph Joffre, Édouard de Castelnau e Ferdinand Foch. Quest'ultimo, considerato uno dei più preparati ed abili generali della nuova scuola, espresse piena fiducia nelle teorie aggressive, nella mistique della volontà, e nell'elan dei soldati francesi, ma, a differenza di alcuni militari oltranzisti, evidenziò anche l'importanza della cosiddettà sureté; le misure di protezione e di ricognizione sul campo di battaglia. Il generale Foch, consapevole delle modificazioni tecniche nel campo degli armamenti, espresse la necessità di impiegare l'offensiva ad oltranza "a determinate condizioni e con discernimento", prendendo in considerazione le caratteristiche reali del campo di battaglia.
Di fatto l'esercito francese entrò nella prima guerra mondiale fidando pienamente nelle teorie tattico-operative dell'offensiva ad oltranza e quindi nell'assalto aggressivo alla baionetta non appena fosse stato individuato il nemico; queste tattiche inoltre avrebbero dovuto essere in teoria ancor più efficaci grazie all'adozione dell'eccellente cannone campale da 75 mm che per le sue caratteristiche di mobilità e potenza di fuoco e soprattutto per l'eccezionale cadenza di tiro, avrebbe dovuto fornire un immediato e potente supporto alle truppe lanciate all'attacco.
Nella realtà della guerra tuttavia le teorie francesi dell'offensiva ad oltranza, del attaque brusquée, dell'élan e della "furia francese" avrebbero evidenziato gravi difetti. Fin dalla guerra russo-giapponese del 1904-1905 era infatti diventato del tutto evidente che le nuove armi moderne fornivano una grande superiorità alla difesa di fronte all'assalto della fanteria; gli ufficiali britannici Ian Hamilton e tedesco Max Hoffmann, inviati come osservatori sul teatro bellico orientale, avevano sottolineato l'efficacia dei trinceramenti, del filo spinato, dell'artiglieria pesante e soprattutto delle mitragliatrici. Queste nuove armi rendevano molto difficile e rischioso un attacco allo scoperto di fanteria contro posizioni difensive predisposte. Nell'esercito francese solo il colonnello Philippe Pétain criticò in parte le tattiche offensive ed evidenziò l'importanza decisiva della potenza di fuoco e dei rapporti di forza reali sul campo di battaglia, ma le sue idee vennero completamente ignorate.

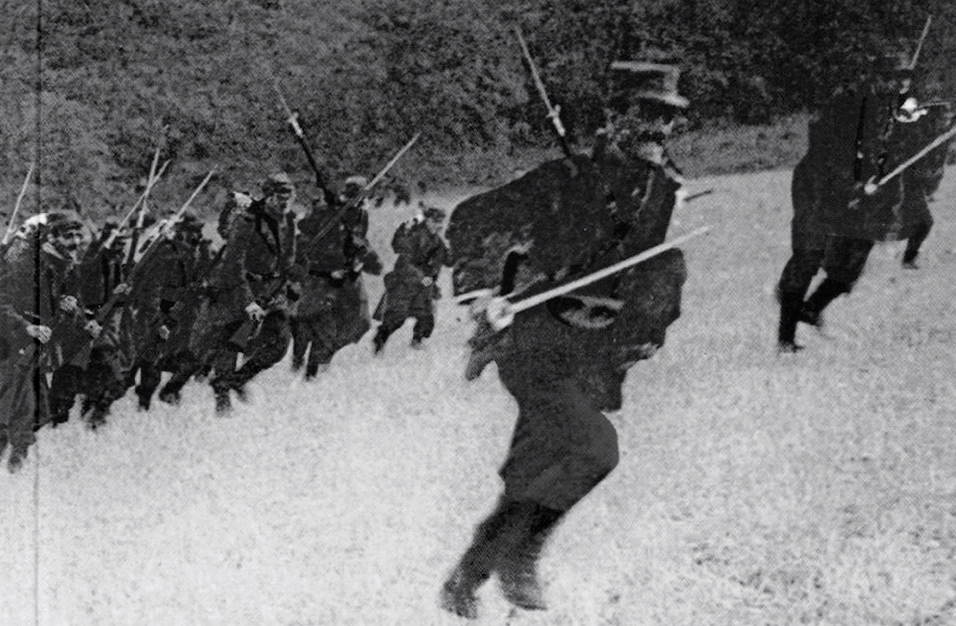
Truppe francesi all'assalto durante la prima battaglia della Marna.

Nonostante le esperienze delle guerre dei primi anni del 1900 in Estremo Oriente e nei Balcani, gli alti comandi francesi mantennero ostinatamente le loro concezioni strategiche e tecniche; vennero respinte le richieste da parte dei politici di equipaggiare l'esercito con artiglieria pesante moderna asserendo che "la forza dell'esercito francese sta nella sua artiglieria leggera". L'importanza decisiva delle mitragliatrici venne sottovalutato e si ritenne che queste nuove e micidiali armi automatiche "non cambieranno assolutamente nulla"; di conseguenza all'inizio della guerra l'esercito francese disponeva di sole 2.000 mitragliatrici contro le 5.000 dell'esercito tedesco. Infine si ridicolizzò l'impiego degli aeroplani ("solo uno sport") e l'eventuale utilizzo in prima linea delle forze di riserva (les réserves c'est zèro). I soldati francesi mantennero anche le loro sfolgoranti divise blu e rosse, molto visibili sul terreno in confronto alle uniformi color kaki, verde o grigio adottate dagli altri eserciti europei; gli ufficiali francesi ritennero che fosse importante per il morale e l'orgoglio militare dei soldati mantenere le loro vistose uniformi ottocentesche (Le pantalon rouge c'est la France!).
L'esercito francese quindi combatté la campagna iniziale della prima guerra mondiale applicando sistematicamente le disposizioni tattico-operative dell'offensiva ad oltranza; anche in situazioni apparentemente sfavorevoli, contro un avversario che al contrario organizzava posizioni trincerate e impiegava su grande scala le mitragliatrici, i soldati francesi sferrarono ripetuti, ostinati e impetuosi assalti alla baionetta che nella maggior parte dei casi si conclusero con fallimenti e perdite debilitanti. Le truppe diedero prova del famoso élan idealizzato dai pensatori francesi e attaccarono con grande coraggio ma, a causa anche dell'insufficiente coordinamento con l'artiglieria campale, non furono in grado di superare gli schermi di fuoco del nemico. Durante la battaglia delle Frontiere, nei combattimenti di Charleroi, delle Ardenne e in Lorena, i francesi furono respinti dall'esercito tedesco in avanzata e costretti alla ritirata dopo aver subito in pochi giorni 80.000 morti, di cui 27.000 solo il 22 agosto 1914.

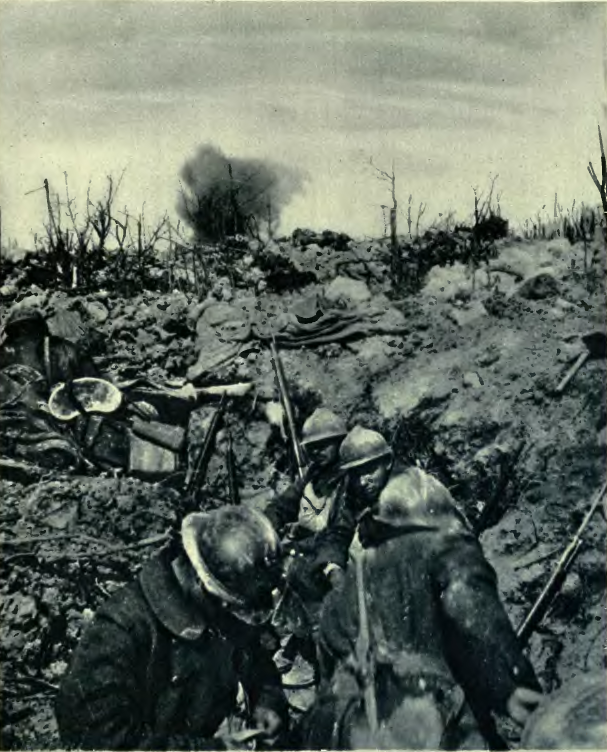
Truppe francesi in trincea durante la Grande Guerra.

Nonostante le sconfitte il generale Joffre continuò in un primo tempo a ritenere che le teorie dell'offensiva ad oltranza fossero valide; egli accusò del fallimento l'inettitudine dei suoi subordinati e anche una "interpretazione sbagliata" dello spirito offensivo. Durante la ritirata il comando supremo quindi diramò una direttiva operativa che, pur confermando l'importanza determinante dell'offensiva e dell'attacco alla baionetta, indicava anche la necessità di coordinare meglio l'azione della fanteria con il fuoco dell'artiglieria campale, di attaccare con maggiore prudenza e di organizzare sempre le posizioni raggiunte scavando trinceramenti.
Nonostante la lunga ed estenuante ritirata, i soldati francesi nella prima metà di settembre riuscirono sorprendentemente a mantenere la coesione, il morale elevato e lo spirito aggressivo che permisero di vincere, grazie anche a gravi errori strategici e tattici dell'alto comando tedesco, la prima battaglia della Marna, fermando l'invasione. Il successo venne attribuito, anche dai generali tedeschi, soprattutto alla capacità delle truppe francesi di conservare lo slancio offensivo e all'elan dei soldati, ma la battaglia non fu decisiva e invece trasformò il conflitto in una logorante e interminabile guerra di trincea.
Dal 14 agosto al 14 settembre 1914 l'esercito francese subì sul fronte occidentale, a causa principalmente dell'ostinata applicazione delle teorie dell'offensiva ad oltranza, perdite gravissime: 110.000 morti e 275.000 feriti. L'alto comando francese prese gradualmente coscienza del costo umano degli attacchi e dell'impenetrabilità delle posizioni trincerate sulla linea del fronte. Nel corso degli anni di guerra quindi furono ridotti gli assalti frontali, furono maggiormente potenziate le capacità di fuoco della fanteria e soprattutto dell'artiglieria con l'impiego di un gran numero di cannoni sempre più pesanti. Le teorie dell'offensiva ad oltranza vennero abbandonate e i teorici francesi codificarono un nuovo sistema di guerra basato sulla potenza di fuoco dell'artiglieria, su avanzate lente e metodiche, sul fronte continuo trincerato e fortificato e sulle posizioni rigidamente organizzate. Peraltro queste tattiche eccessivamente rigide e statiche sono state ritenute dagli storici tra le cause principali della modesta prestazione fornita dall'esercito francese nel 1940, nella prima fase della seconda guerra mondiale.